# Trophée européen FIRA de rugby à XV 1978-1979
Navigation
Trophée européen FIRA 1977-1978 Trophée européen FIRA 1979-1980
Le Trophée européen FIRA 1978-1979 est une compétition qui réunit les nations de la FIRA–AER qui ne participent pas au Tournoi des Cinq Nations, mais en présence des équipes de France B et du Maroc.
À l'issue de la compétition, l'Espagne est reléguée en division B et le Maroc est promu en division A.

## Équipes participantes
Division A
- Espagne
- France A
- Italie
- Pologne
- Roumanie
- Union soviétique

| Division B1 - Allemagne - Maroc - Suisse | Division B2 - Belgique - Pays-Bas - Suède - Yougoslavie |

## Division A

### Classement
| Rang | Pays             | J | V | N | D | Pm  | Pe  | Diff | Pts |
| ---- | ---------------- | - | - | - | - | --- | --- | ---- | --- |
| 1    | France A         | 5 | 5 | 0 | 0 | 171 | 34  | +137 | 15  |
| 2    | Roumanie         | 5 | 4 | 0 | 1 | 117 | 33  | +84  | 13  |
| 3    | Union soviétique | 5 | 2 | 0 | 3 | 71  | 76  | -5   | 9   |
| 4    | Italie           | 5 | 2 | 0 | 3 | 55  | 75  | -20  | 9   |
| 5    | Pologne          | 5 | 1 | 0 | 4 | 47  | 100 | -53  | 7   |
| 6    | Espagne          | 5 | 1 | 0 | 4 | 31  | 174 | -143 | 7   |

|  | Vainqueur de la compétition (no 1). |
|  | Relégué en division B (no 6).       |

### Matchs joués
| 18 novembre 1978 | Italie                                             | 9 - 11 (4 - 3) | Union soviétique             | Rome Arbitre : Lapciuk |
| 18 novembre 1978 | Essai(s) : 1 Transformation(s) : 1 Pénalité(s) : 1 |                | Essai(s) : 2 Pénalité(s) : 1 | Rome Arbitre : Lapciuk |
| 18 novembre 1978 |                                                    |                |                              | Rome Arbitre : Lapciuk |

| 19 novembre 1978 | Pologne | 9 – 30 (9 - 16) | Roumanie | Lublin Arbitre : J. Segulora |
| 19 novembre 1978 |         |                 |          | Lublin Arbitre : J. Segulora |
| 19 novembre 1978 |         |                 |          | Lublin Arbitre : J. Segulora |

| 26 novembre 1978 | Espagne | 7 – 16 | Pologne | Barcelone |
| 26 novembre 1978 |         |        |         | Barcelone |
| 26 novembre 1978 |         |        |         | Barcelone |

| 3 décembre 1978 | Roumanie | 6 – 9 (0 - 9) | France B | Bucarest 6,000 spectateurs Arbitre : M.D.M. Rea |
| 3 décembre 1978 |          |               |          | Bucarest 6,000 spectateurs Arbitre : M.D.M. Rea |
| 3 décembre 1978 |          |               |          | Bucarest 6,000 spectateurs Arbitre : M.D.M. Rea |

| 17 décembre 1978 | Italie                                             | 35 – 3 (19 - 3) | Espagne         | Trévise Arbitre : Witting |
| 17 décembre 1978 | Essai(s) : 5 Transformation(s) : 3 Pénalité(s) : 3 |                 | Pénalité(s) : 1 | Trévise Arbitre : Witting |
| 17 décembre 1978 |                                                    |                 |                 | Trévise Arbitre : Witting |

| 1er janvier 1979 | France B | 29 – 7 | Union soviétique | Toulouse |
| 1er janvier 1979 |          |        |                  | Toulouse |
| 1er janvier 1979 |          |        |                  | Toulouse |

| 1978 | Union soviétique | 19 – 7 | Pologne | Moscou |
| 1978 |                  |        |         | Moscou |
| 1978 |                  |        |         | Moscou |

| 1978 | Pologne | 12 – 26 | France B | ? |
| 1978 |         |         |          | ? |
| 1978 |         |         |          | ? |

| 18 février 1979 | Italie                                             | 9 – 15 (9 - 9) | France B                                           | Padoue Arbitre : Short |
| 18 février 1979 | Essai(s) : 1 Transformation(s) : 1 Pénalité(s) : 1 |                | Essai(s) : 1 Transformation(s) : 1 Pénalité(s) : 3 | Padoue Arbitre : Short |
| 18 février 1979 |                                                    |                |                                                    | Padoue Arbitre : Short |

| 4 mars 1979 | France B | 92 – 0 | Espagne | Oloron |
| 4 mars 1979 |          |        |         | Oloron |
| 4 mars 1979 |          |        |         | Oloron |

| 14 avril 1979 | Italie                             | 18 – 3 | Pologne         | L'Aquila Arbitre : Gracia |
| 14 avril 1979 | Essai(s) : 4 Transformation(s) : 1 |        | Pénalité(s) : 1 | L'Aquila Arbitre : Gracia |
| 14 avril 1979 |                                    |        |                 | L'Aquila Arbitre : Gracia |

| 22 avril 1979 | Roumanie                           | 44 – 0 (10 - 0) | Italie | Bucarest 3,000 spectateurs Arbitre : J. St-Guilhem |
| 22 avril 1979 | Essai(s) : 9 Transformation(s) : 4 |                 |        | Bucarest 3,000 spectateurs Arbitre : J. St-Guilhem |
| 22 avril 1979 |                                    |                 |        | Bucarest 3,000 spectateurs Arbitre : J. St-Guilhem |

| 29 avril 1979 | Espagne | 6 – 22 (6 - 7) | Roumanie | Madrid 3,000 spectateurs Arbitre : Cl. Iringer |
| 29 avril 1979 |         |                |          | Madrid 3,000 spectateurs Arbitre : Cl. Iringer |
| 29 avril 1979 |         |                |          | Madrid 3,000 spectateurs Arbitre : Cl. Iringer |

| 4 mai 1979 | Union soviétique | 9 – 15 (0 - 3) | Roumanie | Kharkov 7,000 spectateurs Arbitre : G. Chevrier |
| 4 mai 1979 |                  |                |          | Kharkov 7,000 spectateurs Arbitre : G. Chevrier |
| 4 mai 1979 |                  |                |          | Kharkov 7,000 spectateurs Arbitre : G. Chevrier |

| 20 mai 1979 | Union soviétique | 15 – 9 | Espagne | Moscou |
| 20 mai 1979 |                  |        |         | Moscou |
| 20 mai 1979 |                  |        |         | Moscou |

## Division B

### Poule 1

#### Classement
| Rang | Pays      | J | V | N | D | Pm | Pe | Diff | Pts |
| ---- | --------- | - | - | - | - | -- | -- | ---- | --- |
| 1    | Maroc     | 2 | 2 | 0 | 0 | 56 | 6  | +50  | 6   |
| 2    | Allemagne | 2 | 1 | 0 | 1 | 24 | 13 | +11  | 4   |
| 3    | Suisse    | 2 | 0 | 0 | 2 | 0  | 61 | -61  | 2   |

|  | Qualifié pour la finale (no 1). |

#### Matchs joués
| 28 octobre 1978 | Suisse | 0 – 18 | Allemagne | Genève |
| 28 octobre 1978 |        |        |           | Genève |
| 28 octobre 1978 |        |        |           | Genève |

| 25 mars 1979 | Maroc | 43 – 0 | Suisse | Casablanca |
| 25 mars 1979 |       |        |        | Casablanca |
| 25 mars 1979 |       |        |        | Casablanca |

| 8 avril 1979 | Allemagne | 6 – 13 | Maroc | Hanovre |
| 8 avril 1979 |           |        |       | Hanovre |
| 8 avril 1979 |           |        |       | Hanovre |

### Poule 2

#### Classement
| Rang | Pays        | J | V | N | D | Pm | Pe | Diff | Pts |
| ---- | ----------- | - | - | - | - | -- | -- | ---- | --- |
| 1    | Pays-Bas    | 3 | 3 | 0 | 0 | 44 | 14 | +30  | 9   |
| 2    | Belgique    | 3 | 2 | 0 | 1 | 35 | 16 | +19  | 7   |
| 3    | Yougoslavie | 3 | 1 | 0 | 2 | 18 | 53 | -35  | 5   |
| 4    | Suède       | 3 | 0 | 0 | 3 | 9  | 23 | -14  | 3   |

|  | Qualifié pour la finale (no 1). |

#### Matchs joués
| 15 octobre 1978 | Suède | 3 – 7 | Yougoslavie | Enköping |
| 15 octobre 1978 |       |       |             | Enköping |
| 15 octobre 1978 |       |       |             | Enköping |

| 1978 | Yougoslavie | 0 - 20 | Belgique | Makarska |
| 1978 |             |        |          | Makarska |
| 1978 |             |        |          | Makarska |

| 2 décembre 1978 | Yougoslavie | 11 – 30 | Pays-Bas | Split |
| 2 décembre 1978 |             |         |          | Split |
| 2 décembre 1978 |             |         |          | Split |

| 1978 | Pays-Bas | 10 – 3 | Belgique | Hilversum |
| 1978 |          |        |          | Hilversum |
| 1978 |          |        |          | Hilversum |

| 5 novembre 1978 | Pays-Bas | 4 - 0 | Suède | Hilversum |
| 5 novembre 1978 |          |       |       | Hilversum |
| 5 novembre 1978 |          |       |       | Hilversum |

| 7 novembre 1978 | Belgique | 12 – 6 | Suède | Bruxelles |
| 7 novembre 1978 |          |        |       | Bruxelles |
| 7 novembre 1978 |          |        |       | Bruxelles |

### Finale
| 1er juillet 1979 | Pays-Bas | 17 – 21 | Maroc | Hilversum |
| 1er juillet 1979 |          |         |       | Hilversum |
| 1er juillet 1979 |          |         |       | Hilversum |